# Colombiers (Charente-Maritime)
Colombiers é uma comuna francesa na região administrativa da Nova Aquitânia, no departamento de Charente-Maritime. Estende-se por uma área de 7,14 km². Em 2010 a comuna tinha 318 habitantes (densidade: 44,5 hab./km²).